# Svanesang
Svanesang stammer fra ældre tid, hvor man opfattede sangsvanens skrig, som dens klagende sang i dødens stund. I dag bruges ordet også i overført betydning, om den afsluttende fase på et glorværdigt forløb eller en karriere, men især om en digters sidste arbejde.